# ملعب رات فيرليغ
ملعب رات فيرليغ (تنطق بالهولندية: [ˌrɑt fərˈlɛx ˌstaːdijɔn])  هو ملعب متعدد الأغراض في بريدا، هولندا. الملعب هو مقر نادي كرة القدم ناك بريدا (من 1996 حتى الآن). كان يُعرف سابقًا باسم ملعب فوجي فيلم (1996-2003) وملعب ميكوم (2003-2006)، والذي سمي على اسم اثنين من رعاة نادي ناك بريدا السابقين. في عام 2006، أطلق النادي على الملعب اسم لاعبه الأكثر شهرة، أنطون فيرليغ.
تم بناء الملعب في الفترة من 1995 إلى 1996 بتكلفة 13.2 مليون يورو وافتتح رسميًا في 11 أغسطس 1996. تم استخدامه لمباريات كرة القدم والحفلات الموسيقية وغيرها من الأحداث. يتسع لـ 19000 مشجع.

## التاريخ
ملعب رات فيرليغ هو خليفة لملعب نادي ناك بريدا السابق في بياتريكسسترات. تم افتتاح الملعب رسميًا في 11 أغسطس 1996 بمباراة ودية بين ناك بريدا ونادي غريميو. جرت المباراة الرسمية الأولى في 16 أغسطس 1996 بين ناك بريد و نادي دوردريخت. كان ستانلي ماكدونالد أول لاعب يسجل هدفًا في هذا المعب. بالإضافة إلى مباريات الكأس والدوري والمباريات الودية، أقيمت مباراة دولية بين تركيا والإكوادور في 12 فبراير 2002 في الملعب. كما لعب نيوكاسل يونايتد وجاندجاسر كابان وبولونيا وارسو وفياريال في الملعب ضد ناك بريدا في منافسات كأس الاتحاد الأوروبي.
كانت السعة الأصلية للملعب 17254 مقعدًا. في صيف عام 2009، تمت زيادة السعة إلى 17،750. في صيف عام 2010، تم توسيع سعة الملعب بمقدار 1250 مقعدًا بسعة إجمالية قدرها 19000.

## المتحف
يضم ملعب ملعب رات فيرليغ أيضًا متحف ناك بريدا. المتحف هو مساحة يمكن للمهتمين إستعراض تاريخ النادي فيها. يحتوي المتحف على مجموعة كبيرة من الصور وقمصان كرة القدم والشعارات والأوشحة والأكواب وملصقات المباريات من الماضي والحاضر.